# Diclidocella ngake
Diclidocella ngake är en kräftdjursart som beskrevs av Bruce 1995. Diclidocella ngake ingår i släktet Diclidocella och familjen klotkräftor. Inga underarter finns listade i Catalogue of Life.